# Villa Gyenes
Le villa Gyenes (en hongrois : Gyenes-villa) est un édifice situé dans le 2e arrondissement de Budapest.